# Forstwissenschaft
Die Forstwissenschaft beschäftigt sich mit der Entwicklung und Bewirtschaftung von Wäldern und Forsten und ihrer Geschichte. Integriert werden Disziplinen aus Natur-, Agrar-, Sozial- und Wirtschaftswissenschaften.
Gegenstand der Forstwissenschaft ist die Bewirtschaftung von Waldbeständen, Plantagen und Landschaften, um eine ökologisch mögliche und sozial erwünschte Ausgewogenheit von Werten über einen geeigneten räumlichen und zeitlichen Maßstab zu bewahren. Ziel ist es, Holz als Rohstoff für Holzprodukte, Lebensraum für die Tier- und Pflanzenwelt, sauberes Trinkwasser, saubere Luft, Erholung, Landschaft- und Gemeindeschutz, Beschäftigung, attraktive ästhetische Landschaften und eine Senke für atmosphärischen Kohlenstoff bereitzustellen und Nachhaltigkeit zu gewährleisten. Die ideale Bewirtschaftung von Waldökosystemen erhält die erwünschten Werte durch die Bewahrung und Unterstützung der notwendigen ökologischen Prozesse und Komponenten.
Als Begründer der Forstwissenschaft gilt Heinrich Cotta, der Ausdruck stammt von Carl Christoph von Lengefeld (1745).

## Ausbildung
Das Studium der Forstwissenschaften ist ein interdisziplinärer Studiengang, der zahlreiche Fachgebiete umfasst, von Forstgeschichte bis Forstgenetik.
In Deutschland existieren Einrichtungen, die Studiengänge für Forstwissenschaft anbieten, an den folgenden Universitäten:
- TU Dresden in Tharandt: Fachrichtung Forstwissenschaften der Fakultät für Umweltwissenschaften (1811 gegründet als Forstakademie – älteste forstliche Fakultät Deutschlands und zweitälteste der Welt nach St. Petersburg, gegründet 1807),
- Albert-Ludwigs-Universität Freiburg: Fakultät für Umwelt und Natürliche Ressourcen in Freiburg im Breisgau (erste forstwissenschaftliche Vorlesungen wurden an der Universität Freiburg bereits 1786 oder 1787 gehalten; forstliche Ausbildung seit Sommersemester 1920),
- Georg-August-Universität Göttingen: Fakultät für Forstwissenschaften und Waldökologie (nach Umzug aus Hann. Münden 1970/71, wo die Uni Göttingen 1868 als Königlich Preußische Forstakademie Hannoversch Münden gegründet worden war) sowie
- TUM School of Life Sciences der Technischen Universität München (TUM): Studienbereich Forstwissenschaft und Ressourcenmanagement am Campus Freising-Weihenstephan.

In Österreich gibt es an der Universität für Bodenkultur Wien am Department für Wald- und Bodenwissenschaften ein Bachelorstudium der Forstwirtschaft und ein Masterstudium Forstwissenschaften sowie ein internationales Masterstudium Mountain Forestry.
In der Schweiz konnte man bis zum Frühling 2007 an der ETH Zürich Forstwissenschaften studieren (Abschluss als Dipl.-Forsting. ETH). Im Rahmen der Einführung der Bologna-Reform (Bachelor-/Master-System) wurde der Forstwissenschafts-Studiengang mit jenem der Umweltnaturwissenschaften (Geo-Ökologie) zusammengeführt. Im neuen Bachelor-Studium wird nach vier Semestern Grundstudium eine zweisemestrige Vertiefung „Wald und Landschaft“ angeboten. Darauf baut ein Masterstudiengang mit Hauptfach (Major) „Wald- und Landschaftsmanagement“ auf. Die ersten Absolventen des neuen Studiengangs haben die ETH im Sommer 2008 verlassen. Auch wenn der Titel des Forstingenieurs ETH verschwindet, sorgt das neue Departement Umweltsystemwissenschaften somit weiterhin dafür, dass an der ETH Zürich kompetente Waldfachleute ausgebildet werden.

## Bedeutende Forstwissenschaftler

### Die „forstlichen Klassiker“
- Georg Ludwig Hartig (1764–1837)
- Heinrich Cotta (1763–1844)

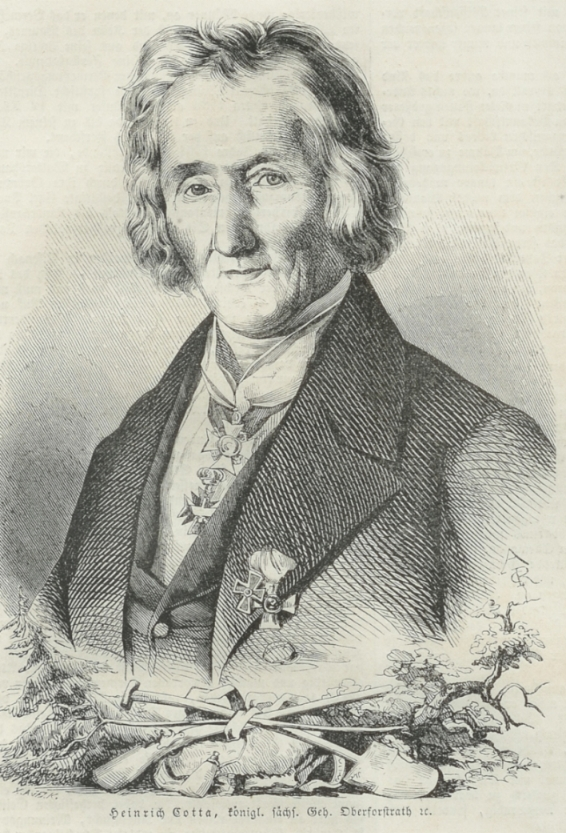
Heinrich Cotta

- Friedrich Wilhelm Leopold Pfeil (1783–1859)
- Carl Justus Heyer (1797–1856)
- Johann Christian Hundeshagen (1783–1834)
- Gottlob König (1779–1849)

### Waldbau
- Elias Landolt (1821–1896)
- Karl Gayer (1822–1907)
- Max Neumeister (1849–1929)
- Alfred Möller (1860–1922)
- Aldo Leopold (1887–1948)
- Konrad Rubner (1886–1974)
- Johannes Blanckmeister (1898–1982)
- Walter Schädelin (1908–1951)
- Hans Leibundgut (1909–1993)
- Helmut Schmidt-Vogt (1918–2008)
- Hans Joachim Fröhlich (1923–2008)
- Peter Burschel (1927–2013)
- Harald Thomasius (1929–2017)
- Jürgen Huss (* 1937)
- Christian Ammer (* 1962)
- Rupert Seidl (* 1979)

### Ertragskunde und Forsteinrichtung
- Johann Friedrich Judeich (1828–1894)
- Eilhard Wiedemann (1891–1950)
- Manfred Näslund (1899–1988)
- Reinhard Schober (1906–1998)
- Walter Bitterlich (1908–2008)
- Horst Kramer (1924–2015)
- Hans Pretzsch (* 1957)

### Forstökonomie
- Max Preßler (1815–1886)
- Fritz Walter (1916–2009)
- Thomas Knoke (* 1965)

### Forstgeschichte, Forstrecht, Forstpolitik und Naturschutz
- Karl Dickel (1853–1920)
- Hans Hausrath (1866–1945)
- Franz Heske (1892–1963)
- Arnold Freiherr von Vietinghoff-Riesch (1895–1962)
- Julius Speer (1905–1984)
- Karl Hasel  (1909–2001)
- Ekkehard Schwartz (1926–2005)
- Albrecht Milnik (1931–2021)
- Max Krott (* 1955)
- Michael Suda (* 1957)

### Bodenkunde und Standortslehre
- Heinrich August Vater (1859–1930)
- Gustav Adolf Krauß (1888–1968)
- Hans Friedrich Sachsse (1890–1986)
- Walter Wittich (1897–1977)
- Willi Laatsch (1905–1997)
- Hans Joachim Fiedler (1927–2022)
- Heinz W. Zöttl (1927–2016)
- Karl-Eugen Rehfuess (* 1933)
- Wolfgang Nebe (1934–2019)
- Ingrid Kögel-Knabner (* 1958)

### Forstzoologie und -entomologie
- Bernard Altum (1824–1900)
- Helene Francke-Grosmann (1900–1990)
- Karl Escherich (1871–1951)
- Julius Theodor Christian Ratzeburg (1801–1871)
- Fritz Schwerdtfeger (1905–1986)
- Gustav Wellenstein (1906–1997)
- Else Jahn (1913–2008)
- Wolfgang Schwenke (1921–2006)
- Kathrin Blumenstein (* 1984)

### Wildbiologie
- Egon Wagenknecht (1908–2005)
- Antal Festetics (* 1937)
- Wolfgang „Wolf“ Schröder (* 1941)

### Forstbotanik
- Peter Schütt (1926–2010)
- Andreas Roloff (* 1955)